# Maria de Teck
Maria de Teck; nome pessoal em inglês: Victoria Mary Augusta Louise Olga Pauline Claudine Agnes, (Londres, 26 de maio de 1867 — Londres, 24 de março de 1953) foi a Rainha Consorte do Reino Unido e dos Domínios Britânicos, e Imperatriz da Índia, de 6 de maio de 1910 a 20 de janeiro de 1936, como esposa do Rei-Imperador, Jorge V.
Embora fosse tecnicamente uma princesa de Teck, do Reino de Württemberg, ela nasceu e foi criada no Reino Unido. Seus pais eram o príncipe Francisco, Duque de Teck, que era de origem alemã, e a princesa Maria Adelaide de Cambridge, membro da família real britânica. Por haver nascido no mês de maio, ela era chamada familiarmente de "May". Aos 24 anos de idade, Maria foi prometida em casamento ao príncipe Alberto Vitor, filho mais velho do príncipe de Gales, mas, seis semanas após o anúncio do noivado, ele morreu inesperadamente de pneumonia. No ano seguinte, ela envolveu-se com o irmão de Alberto, Jorge, que posteriormente tornou-se rei. Antes da ascensão do marido, ela foi sucessivamente duquesa de Iorque, duquesa da Cornualha e princesa de Gales. Como rainha consorte, desde 1910, ela apoiou o marido ao longo da Primeira Guerra Mundial, durante seus problemas de saúde e nas maiores mudanças políticas que se seguiram ao término da guerra, com a ascensão do socialismo e do nazifascismo. Com a morte de Jorge V, em 1936, seu filho mais velho subiu ao trono, como Eduardo VIII. Porém, ele abdicou no mesmo ano para se casar com a socialite americana divorciada Wallis Simpson. Maria apoiou seu segundo filho, Alberto, que reinou como Jorge VI até sua morte, em 1952. 
Ela morreu no ano seguinte, no início do reinado de sua neta, Isabel II.

## Primeiros anos

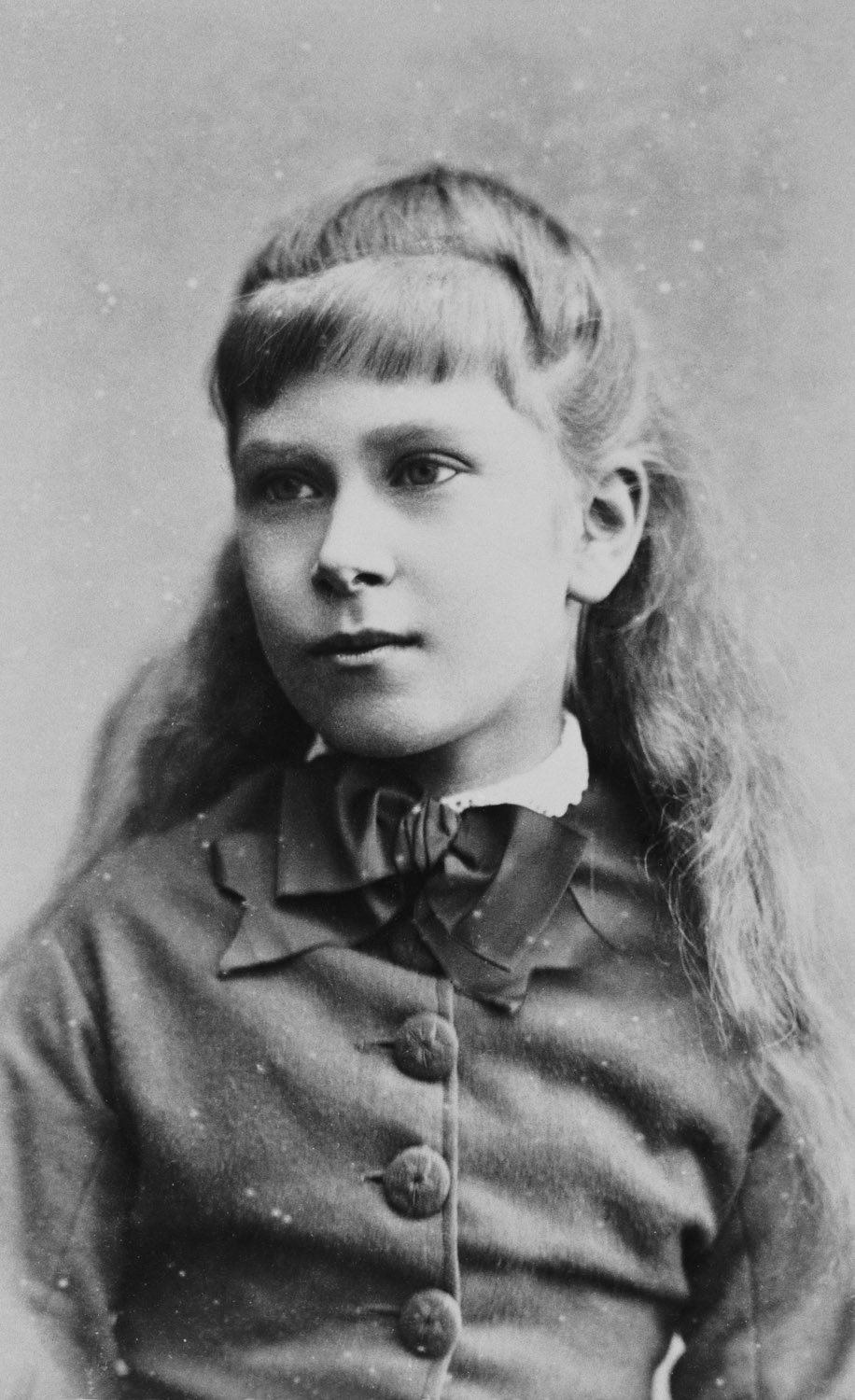
Maria, quando princesa de Teck

A princesa Victoria Mary ("May") de Teck nasceu em 26 de maio de 1867 no Palácio de Kensington, em Londres. Seu pai era o príncipe Francisco, Duque de Teck, filho do duque Alexandre de Württemberg e de sua esposa morganática, a condessa Claudine Rhédey von Kis-Rhéde. Sua mãe era a princesa Maria Adelaide de Cambridge, filha mais nova do príncipe Adolfo, Duque de Cambridge, e da princesa Augusta de Hesse-Cassel. Ela foi batizada na Capela Real do Palácio de Kensington em 27 de julho 1867 por Charles Thomas Longley, arcebispo da Cantuária, e seus três padrinhos foram a rainha Vitória, o príncipe de Gales (futuro Eduardo VII e seu futuro sogro) e a duquesa de Cambridge. Antes de se tornar rainha, ela era tratada pela família, amigos e pelo público como "May", em virtude de seu mês de nascimento.
A educação de Maria foi "alegre, mas bastante rigorosa". Ela era a mais velha de quatro filhos, a única menina, e "aprendeu a exercitar sua natural discrição, firmeza e tato", resolvendo as disputas pueris de seus três irmãos mais jovens. Eles brincavam com seus primos, os filhos do príncipe de Gales, que tinham idades semelhantes. "May" foi educada em casa por sua mãe e por uma governanta (assim como seus irmãos, até que eles foram enviados para internatos). Para uma mulher de sua posição social, considera-se que a duquesa de Teck passou um tempo anormalmente longo com seus filhos e chegou a inscrever a filha em várias obras de caridade, que incluía visitas aos pobres.
Embora sua mãe fosse neta do rei Jorge III, Maria era apenas um membro menor da família real britânica. Seu pai, o duque de Teck, não tinha herança ou riqueza e só tinha direito ao estilo menor de Sua Alteza Sereníssima, devido ao casamento morganático de seus pais. No entanto, a duquesa de Teck tinha direito a uma pensão anual de £ 5 000, além das £ 4 000 que recebia anualmente de sua mãe. Apesar disso, a família estava endividada e passou a viver no exterior em 1883, a fim de economizar. Os Tecks viajaram por toda a Europa, visitando seus vários parentes. Hospedaram-se por algum tempo em Florença, na Itália, onde Maria visitou galerias de arte, igrejas e museus.
Em 1885, os Tecks retornaram a Londres e passaram a residir em White Lodge, em Richmond Park. Maria era próxima de sua mãe e atuava como sua secretária não oficial, ajudando-a a organizar festas e eventos sociais. Ela também tinha um relacionamento próximo com sua tia, a Augusta de Cambridge, grã-duquesa de Mecklemburgo-Strelitz, e escrevia para ela semanalmente. Durante a Primeira Guerra Mundial, a princesa herdeira da Suécia Margarida de Connaught ajudou a repassar as cartas de Maria para a tia, que viveu no "território inimigo" (na Alemanha) até sua morte, em 1916.

## Casamento
Em 1886, May foi apresentada à corte num baile de debutantes. Nesse ínterim, o grão-duque russo Miguel Mikhailovich Romanov, que na altura se encontrava em Londres, propôs casamento à Maria, mas foi recusado. Embora a avó da princesa, a duquesa de Cambridge, fosse a favor do casamento, tanto o duque de Cambridge quanto o pai de Maria, o duque de Teck, eram contra, pois consideravam os Romanov como "maridos notoriamente ruins".
Seu status como a única princesa britânica solteira que não era descendente da rainha Vitória a tornou uma candidata adequada para o solteiro mais cobiçado da família real, o príncipe Alberto Vitor, duque de Clarence e Avondale, filho mais velho do príncipe de Gales. A escolha de May como noiva para o duque deve-se muito ao carinho que a rainha Vitória tinha por ela, bem como por sua personalidade forte e seu senso de dever. No entanto, Alberto Vítor morreu seis semanas depois, na pandemia mundial de gripe que varreu a Grã-Bretanha no inverno de 1891-2.
O príncipe Jorge, Duque de Iorque, irmão de Alberto, aproximou-se de Maria no período de luto e a rainha Vitória novamente favoreceu a princesa, como uma candidata adequada para se casar com o futuro rei. Em maio de 1893, Maria aceitou o pedido de casamento de Jorge. Logo eles se apaixonaram profundamente e seu casamento foi um sucesso. Jorge escrevia à princesa diariamente quando estavam separados e, ao contrário de seu pai, ele nunca teve uma amante.

## Duquesa de Iorque

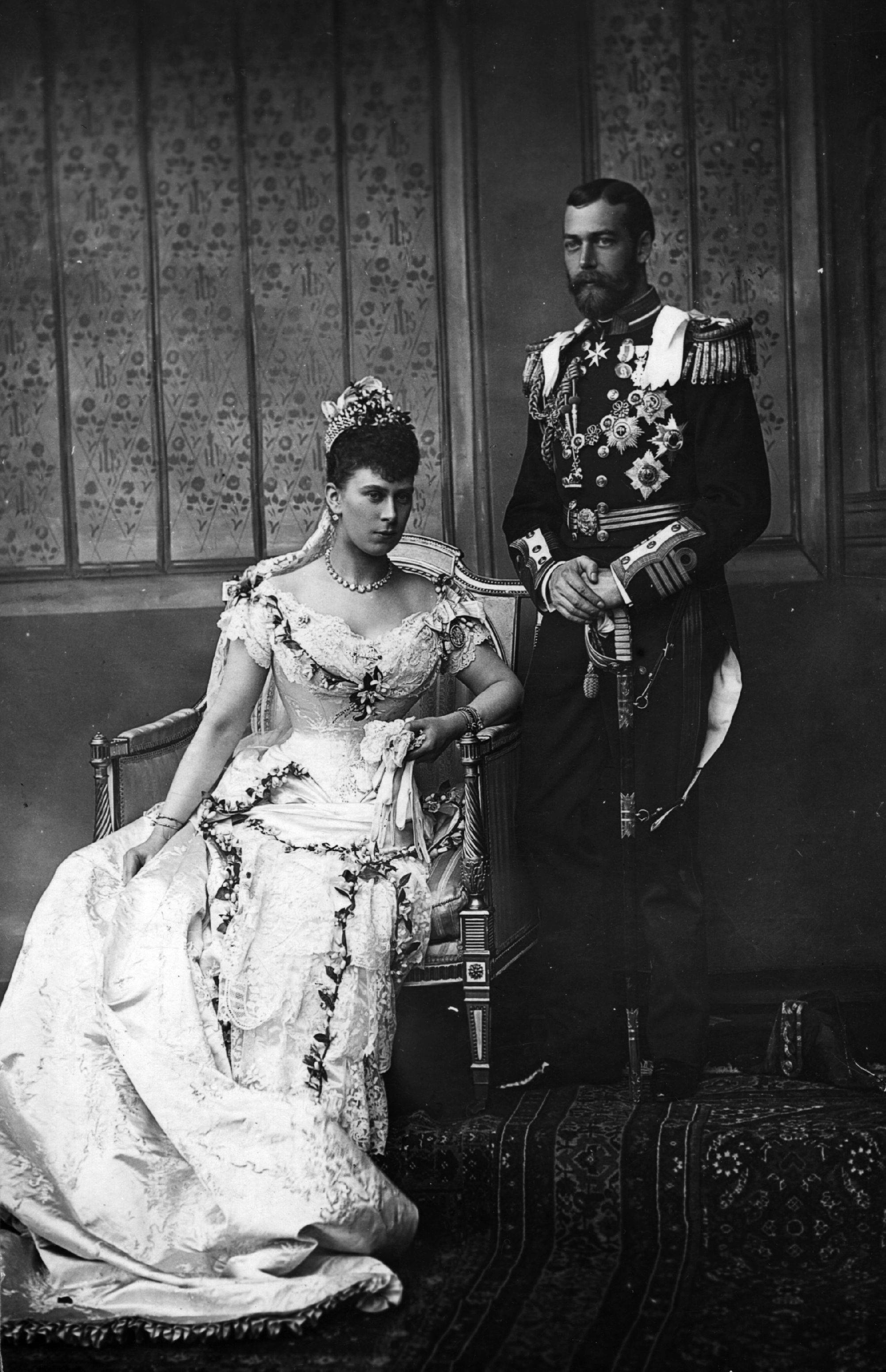
A princesa Maria de Teck e o príncipe Jorge, Duque de Iorque, no dia de seu casamento

Maria casou-se com o príncipe Jorge em 6 de julho de 1893 na Capela Real do Palácio de St. James, em Londres. O casal vivia em York Cottage, na propriedade de Sandringham, em Norfolk, e em apartamentos no Palácio de St. James. Apesar de considerada modesta para a realeza, York Cottage era a residência favorita de Jorge, que gostava de uma vida relativamente simples. Eles tiveram seis filhos: Eduardo, Alberto, Maria, Henrique, Jorge e João.
A duquesa amava seus filhos, mas colocou-os sob os cuidados de uma babá, como era costume nas famílias de classe alta na época. A primeira babá foi demitida por insolência e a segunda por maltratar as crianças. Esta segunda mulher, ansiosa por mostrar que as crianças preferiam ela a qualquer outra pessoa, beliscava Eduardo e Alberto sempre que estavam prestes a ser apresentados a seus pais, para que eles chorassem e fossem rapidamente enviados de volta a ela. Após a descoberta, ela foi substituída.
Às vezes, Maria parece ter sido uma mãe distante. Inicialmente, ela não percebeu o abuso da babá contra os jovens príncipes Eduardo e Alberto e seu filho mais novo, o príncipe João, foi alojado numa fazenda particular na propriedade de Sandringham, aos cuidados de uma babá, talvez para esconder sua epilepsia do público. No entanto, apesar de sua imagem pública austera e sua excessivamente conservadora vida privada, Maria era uma mãe cuidadosa em muitos aspectos, revelando um lado divertido e frívolo com seus filhos ao ensinar-lhes história e música. Eduardo falou com carinho de sua mãe em suas memórias: "Sua voz suave, sua mente culta, o quarto acolhedor cheio de tesouros pessoais eram todos os indissociáveis ingredientes da felicidade associada a esta última hora do dia de uma criança (...) Tal era o orgulho de minha mãe para com seus filhos que tudo o que acontecia com cada um era de extrema importância para ela. Com o nascimento de cada nova criança, Mama iniciava um álbum onde registrava cuidadosamente cada fase progressiva da nossa infância". Ele expressou, no entanto, uma visão menos carinhosa em cartas particulares enviadas à sua esposa após a morte de sua mãe: "Minha tristeza misturou-se com a incredulidade de que nenhuma mãe poderia ter sido tão dura e cruel com seu filho mais velho por tantos anos e ainda assim tão exigente no final, sem jamais ceder. Temo que os fluidos em suas veias tenham sido sempre tão frios como estão agora na morte".
Como duque e duquesa de Iorque, Jorge e Maria cumpriram vários deveres públicos. Em 1897, ela tornou-se o patrona da London Needlework Guild, sucedendo sua mãe. Inicialmente denominada The London Guild, em 1882, a organização foi renomeada várias vezes entre 1914 e 2010.

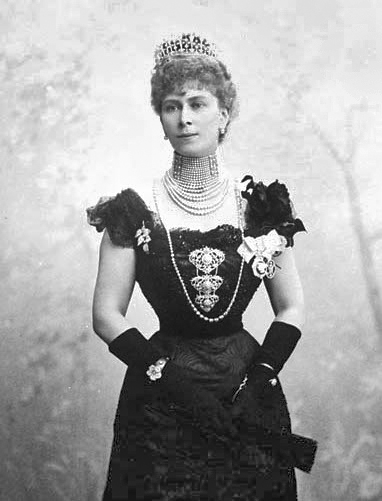
Princesa Vitória Maria, Duquesa da Cornualha e Iorque, em Ottawa, 1901

Em 22 de janeiro de 1901, a rainha Vitória morreu e o sogro de Maria ascendeu ao trono como Eduardo VII. Desde então, eles passaram a ser denominados "Suas Altezas Reais, o Duque e a Duquesa da Cornualha e Iorque". Durante oito meses, eles viajaram pelo Império Britânico, visitando Gibraltar, Malta, Egito, Sri Lanka, Singapura, Austrália, Nova Zelândia, Ilhas Maurício, África do Sul e Canadá. Nenhum membro da família real havia feito uma viagem tão longa e Maria teria chorado ao pensar em deixar os filhos, que ficaram aos cuidados dos avós, por tanto tempo.

## Princesa de Gales
Em 9 de novembro de 1901, nove dias após retornar à Grã-Bretanha e no sexagésimo aniversário do rei, Jorge foi investido como príncipe de Gales. A família então mudou-se do Palácio de St. James para a Marlborough House. Como princesa de Gales, Maria acompanhou o marido em suas viagens para a Áustria-Hungria e Württemberg, em 1904. No ano seguinte, ela deu à luz seu último filho, João. Foi um trabalho de parto difícil e, apesar de Maria ter se recuperado rapidamente, seu filho recém-nascido sofreu problemas respiratórios.
Em outubro de 1905, o casal realizou uma viagem de oito meses à Índia e as crianças foram mais uma vez deixadas sob os cuidados dos avós. Eles atravessaram o Egito e, ao retornar, desembarcaram na Grécia. Na sequência, viajaram à Espanha para o casamento do rei Afonso XIII com Vitória de Battenberg, onde presenciaram o atentado a bomba que quase vitimou os recém-casados. Apenas uma semana depois de retornar à Grã-Bretanha, o casal viajou à Noruega para a coroação do cunhado e da irmã de Jorge, o rei Haakon VII e a rainha Maud.

## Rainha e Imperatriz

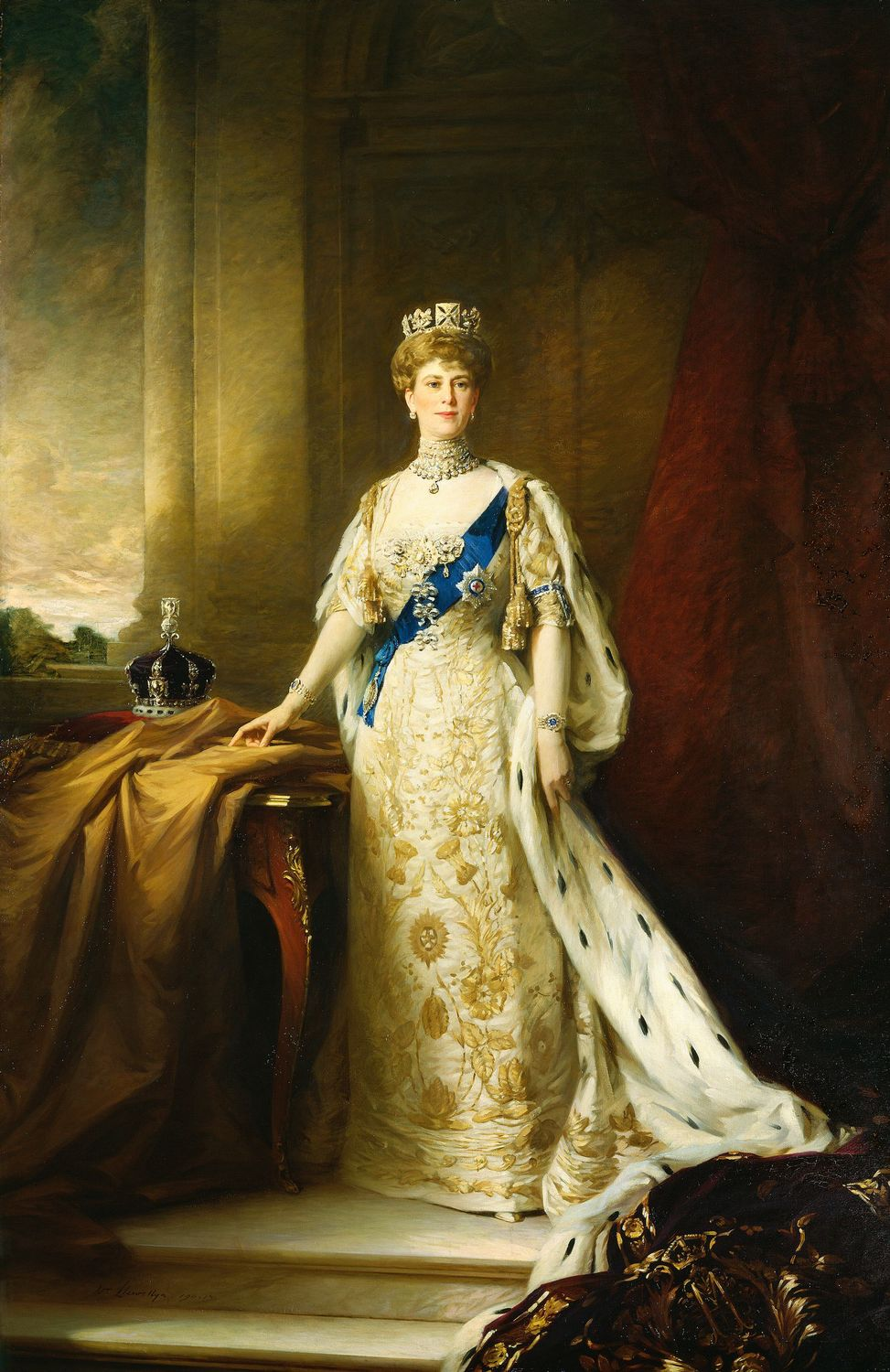
Retrato de coroação por William Llewellyn, 1911

Em 6 de maio de 1910, Eduardo VII morreu e o príncipe de Gales subiu ao trono como Jorge V. Quando pediu à esposa que adotasse um nome oficial como rainha consorte, ela optou por não utilizar o nome da avó do marido, preferindo ser chamada de Maria. O casal foi coroado em 22 de junho 1911 na Abadia de Westminster. No final daquele ano, eles viajaram para a Índia para o Delhi Durbar, realizado em 12 de dezembro de 1911, e percorreram o sub-continente como imperador e imperatriz da Índia, retornando à Inglaterra em fevereiro. O início de seu período como rainha consorte foi marcado por alguns conflitos com a rainha viúva Alexandra. Embora tivesse um bom relacionamento com a nora, Alexandra exigiu precedência sobre Maria nos funerais de Eduardo VII, demorou a deixar o Palácio de Buckingham e manteve consigo algumas das joias reais que deveriam ter sido passadas para a nova rainha.
Durante a Primeira Guerra Mundial, a rainha Maria instituiu um regime de austeridade no palácio, com racionamento de alimentos, e visitou combatentes feridos e moribundos no hospital, o que causou-lhe grande tensão emocional. Após três anos de guerra contra a Alemanha, quando o sentimento antigermânico dominava a Grã-Bretanha, foi recusado pelo governo o pedido de asilo para a família imperial russa, que havia sido deposta por um governo revolucionário – provavelmente, em parte, pela nacionalidade alemã da czarina Alexandra. A notícia da abdicação do czar fomentou as expectativas daqueles que desejavam substituir a monarquia pela república na Grã-Bretanha. Depois que os republicanos utilizaram a ascendência alemã do casal real como argumento para a reforma, Jorge abandonou seus títulos alemães e renomeou a Casa Real com o britânico "Windsor" em vez do germânico "Saxe-Coburgo-Gota". Outros membros da família real anglicizaram seus nomes, como os Battenberg, que se tornaram Mountbatten. Parentes da rainha também abandonaram seus títulos alemães e adotaram o sobrenome britânico de Cambridge (derivado do ducado concedido ao avô materno de Maria). A guerra terminou em 1918 com a derrota da Alemanha e a abdicação e exílio do kaiser.

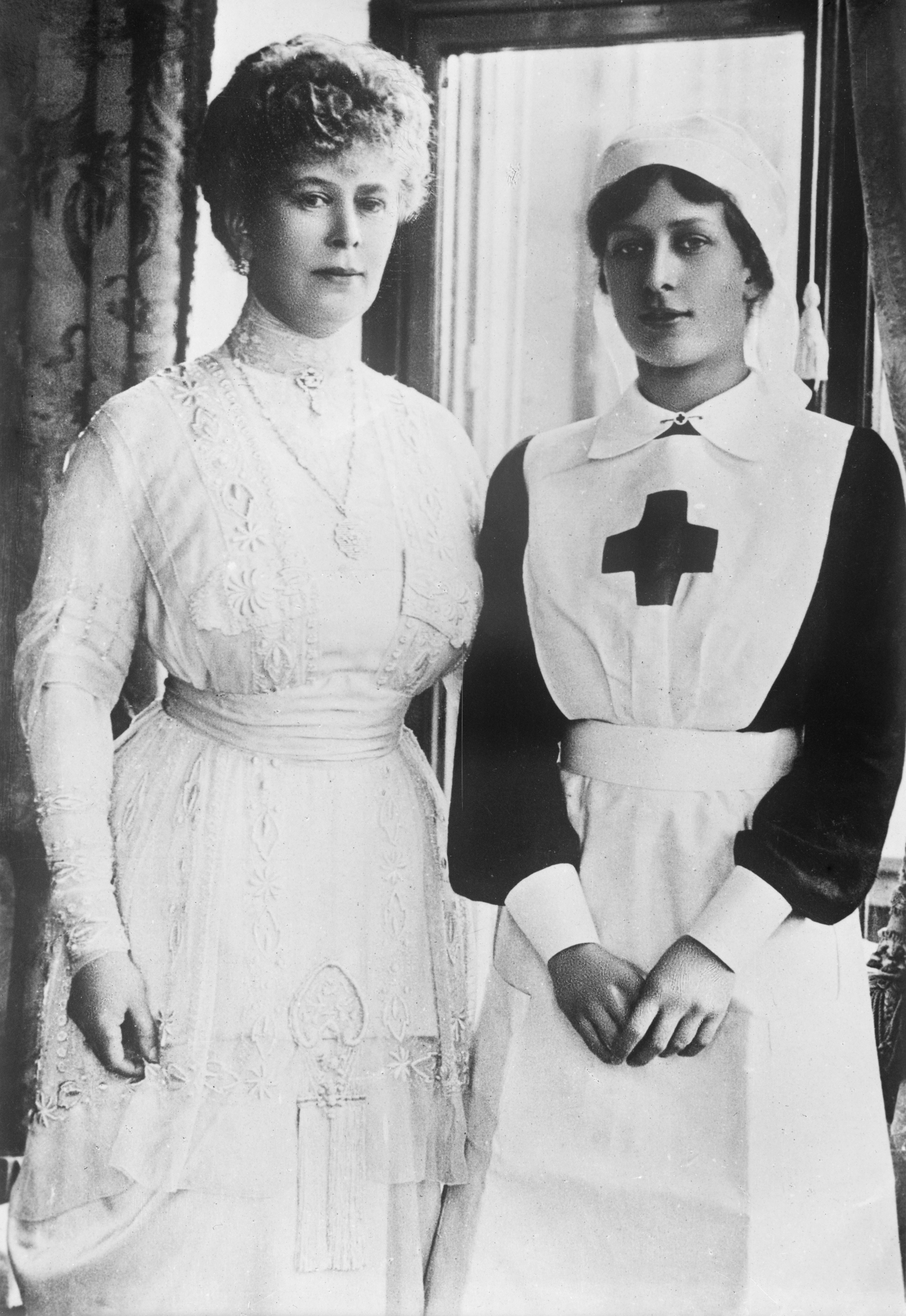
A rainha com sua filha, a princesa Maria, durante a Primeira Guerra Mundial

Dois meses após o término da guerra, o filho mais novo de Maria, João, morreu com a idade de 13 anos. Seu choque e tristeza ficaram registrados em cartas e em seu diário, que tiveram trechos publicados após sua morte: "o nosso pobre e querido Johnnie morreu repentinamente (...) O primeiro rompimento no círculo familiar é difícil de suportar, mas as pessoas têm sido tão gentis e simpáticas que nos têm ajudado [o rei e eu] muito". Seu apoio incondicional ao marido continuou durante a segunda metade do seu reinado. Ela aconselhou-o em discursos e usou o seu amplo conhecimento sobre história e realeza para preveni-lo sobre determinados assuntos que afetavam sua posição. Jorge apreciava sua discrição, inteligência e julgamento. Maria manteve-se calma e autoconfiante em todos os seus compromissos públicos nos anos do pós-guerra, um período marcado pela agitação civil pelas condições sociais, a independência da Irlanda e o nacionalismo indiano.
No final dos anos 1920, Jorge V tornou-se cada vez mais doente, com problemas pulmonares agravados pelo intenso tabagismo - um período em que a rainha dedicou particular atenção em seus cuidados. Durante sua doença, em 1928, foi perguntado a um de seus médicos, sir Farquhar Buzzard, o que salvara a vida do rei: "a rainha", foi sua resposta. Em 1935, o casal real comemorou seu jubileu de prata, com celebrações ocorrendo por todo o Império Britânico. Em seu discurso do jubileu, Jorge fez uma homenagem pública à sua mulher, dizendo ao seu redator de discursos: "Ponha esse parágrafo no final. Não posso confiar em mim para falar da rainha, quando penso em tudo o que devo a ela".

## Rainha-mãe e rainha viúva
Jorge V morreu em 20 de janeiro de 1936, após seu médico, lord Dawson de Penn, dar-lhe uma injeção de morfina e cocaína, que pode ter apressado sua morte. Seu filho mais velho ascendeu ao trono como Eduardo VIII e Maria tornou-se oficialmente rainha-mãe, embora ela não usasse esse título e permanecesse sendo tratada por "Sua Majestade, a rainha Maria".
Em um ano, Eduardo provocou uma crise constitucional, ao anunciar seu desejo de casar-se com sua amante americana divorciada duas vezes, Wallis Simpson. Maria reprovava o divórcio, que era contrário à doutrina da Igreja Anglicana, e considerava Simpson totalmente inadequada para ser a esposa de um rei. Após receber o conselho do primeiro-ministro do Reino Unido, Stanley Baldwin, bem como dos governos dos Domínios britânicos, de que ele não poderia permanecer como rei e se casar com Simpson, Eduardo abdicou. Embora dedicasse lealdade e apoio ao filho, Maria compreendia por que Eduardo iria negligenciar seus deveres reais em favor de seus sentimentos pessoais. Wallis Simpson havia sido apresentada formalmente ao casal real na corte, mas depois Maria recusou-se a recebê-la novamente, fosse em público ou em particular. Ela viu-se no dever de apoiar moralmente seu segundo filho, o reservado e gago príncipe Alberto, duque de Iorque, que subiu ao trono como Jorge VI. Ao assistir sua coroação, ela tornou-se a primeira rainha viúva britânica a fazê-lo. A abdicação de Eduardo não diminuiu seu amor por ele, mas ela nunca vacilou em desaprovar os danos que acreditava terem sido causados à Coroa.

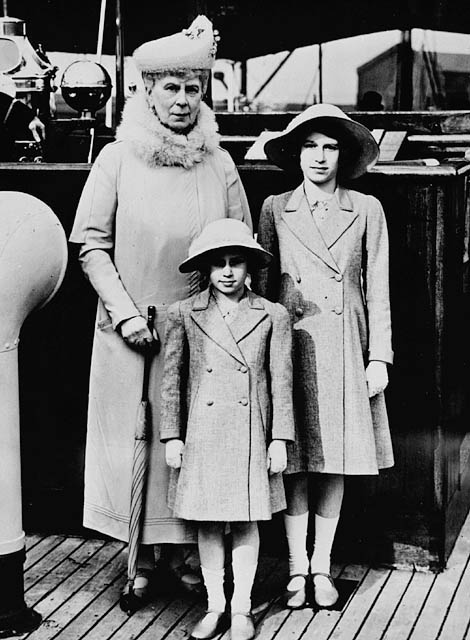
A rainha Maria com suas netas, princesa Isabel e princesa Margarida

Maria teve um interesse especial na educação de suas netas, as princesas Isabel e Margarida, e costumava levá-las em visitas a galerias de arte e museus - os pais das princesas consideravam desnecessário sobrecarregá-las com um regime educacional exigente.
Durante a Segunda Guerra Mundial, Jorge VI desejava que sua mãe deixasse Londres e, embora ela estivesse relutante, decidiu mudar-se para a Badminton House, em Gloucestershire, residência de sua sobrinha, Maria Somerset, duquesa de Beaufort (filha de seu irmão, lord Cambridge). Seus pertences pessoais foram transportados de Londres em 70 malas. Seu séquito, composto por 55 funcionários, ocupou a maior parte da casa até depois da guerra, com exceção das suítes privativas do duque e da duquesa. Os únicos a se queixar das acomodações foram os criados, que acharam a casa muito pequena, embora Maria tenha irritado sua sobrinha ao remover a antiga hera que cobria as paredes por considerá-la pouco atraente e perigosa. De Badminton ela apoiou o esforço de guerra, visitando as tropas e fábricas e coordenando a coleta de sucata - também ficou conhecida na região por oferecer carona aos soldados que encontrava pelas estradas. Em 1942, seu filho mais novo, o príncipe Jorge, Duque de Kent, morreu em um acidente aéreo próximo à Escócia, enquanto estava a serviço da RAF. Maria finalmente retornou à Marlborough House em junho de 1945, quando a derrota da Alemanha Nazi pôs fim à guerra na Europa.
Maria era uma ávida colecionadora de objetos e imagens relacionados à realeza. Ela chegou a pagar valores acima das estimativas de mercado pelas joias da Maria Feodorovna, Imperatriz-viúva da Rússia e pagou quase três vezes o valor de mercado quando comprou as esmeraldas da família Cambridge de lady Kilmorey, a amante de seu falecido irmão, o príncipe Francisco. Em 1924, o famoso arquiteto sir Edwin Lutyens criou a Casa de Bonecas da Rainha Maria, para sua coleção de peças em miniatura. Por vezes, ela foi criticada pela aquisição agressiva de objetos de arte para a Royal Collection. Em várias ocasiões ela declarou a anfitriões e pessoas conhecidas que admirava algo que eles possuíam, na expectativa de que os proprietários lhe ofertassem o objeto desejado. Seus vastos conhecimentos - e suas investigações - da Royal Collection contribuíram com a identificação de artefatos e obras de arte que haviam se perdido ao longo dos anos. Por gerações, a família real havia feito empréstimo de muitos objetos; com a identificação destes, através do levantamento de antigos inventários, Maria pode escrever aos detentores do patrimônio emprestado para solicitar sua devolução.
Em 1952, o rei Jorge VI morreu - o terceiro dos filhos de Maria a morrer antes dela - e sua neta mais velha, a princesa Isabel, subiu ao trono como a rainha Isabel II. Maria morreu no ano seguinte, de câncer de pulmão (divulgado publicamente como "problemas gástricos"), aos 85 anos de idade, apenas dez semanas antes da coroação de sua neta. Ela havia informado à família que, em caso de sua morte, a coroação não deveria ser adiada. Seu corpo foi velado no Westminster Hall, onde cerca de 120 000 pessoas lhe renderam homenagem. Ela foi enterrada ao lado de seu marido, na nave da Capela de São Jorge, no Castelo de Windsor.

## Legado
Sir Henry "Chips" Channon escreveu que Maria estava "acima da política (...) magnífica, bem humorada, mundana, na realidade quase sublime, embora fria e dura. Mas que grande rainha".
O transatlânticos RMS Queen Mary e RMS Queen Mary 2, o navio de guerra da Marinha Real Britânica HMS Queen Mary – destruído na Batalha da Jutlândia, em 1916 – o Queen Mary College, da Universidade de Londres, o Queen Mary Hospital, de Hong Kong, o Queen Mary's Peak – a montanha mais alta do arquipélago de Tristão da Cunha – e a Queen Mary Land, na Antártida, foram nomeados em sua homenagem.

## Representações na cultura
Uma série de ilustres atrizes britânicas retrataram a rainha Maria nos palcos e nas telas:
- Wendy Hiller (na peça teatral Crown Matrimonial),[82]
- Flora Robson (em A King's Story),[83]
- Peggy Ashcroft (na minissérie para a TV Edward & Mrs Simpson),[84]
- Phyllis Calvert (em The Woman He Loved),[85]
- Gaye Brown (em All the King's Men),[86]
- Eileen Atkins (em Bertie and Elizabeth),[87]
- Miranda Richardson (em The Lost Prince),[88]
- Margaret Tyzack (em Wallis & Edward),[89]
- Claire Bloom (em The King's Speech)[90]
- Judy Parfitt (em W.E.).[91]
- Eileen Atkins (na série de televisão para a Netflix The Crown),[92]

## Títulos, estilos e armas

### Títulos e estilos
- 26 de maio de 1867 – 6 de julho de 1893: Sua Alteza Sereníssima, a Princesa Vitória Maria de Teck
- 6 de julho de 1893 – 22 de janeiro de 1901: Sua Alteza Real, a Duquesa de Iorque
- 22 de janeiro de 1901 – 6 de maio de 1910: Sua Alteza Real, a Duquesa da Cornualha e Iorque
  - Na Escócia: Sua Alteza Real, a Duquesa de Rothesay
- 9 de novembro de 1901 – 6 de maio de 1910: Sua Alteza Real, a Princesa de Gales
- 6 de maio de 1910 – 20 de janeiro de 1936: Sua Majestade, a Rainha
  - Na Índia: Sua Majestade Imperial, a Rainha-Imperatriz
- 20 de janeiro de 1936 – 24 de março de 1953: Sua Majestade, a Rainha Maria

### Armas
O brasão de armas da rainha Maria é formado pelas armas do Reino Unido agregadas às armas de sua família - as armas de seu avô, o príncipe Adolfo, duque de Cambridge (as armas reais utilizadas pela Casa de Hanôver), nos 1º e 4º quartos, e as armas de seu pai, o príncipe Francisco, Duque de Teck, nos 2º e 3º quartos. O escudo é encimado pela coroa imperial e apoiado pelo leão coroado da Inglaterra e por um cervo de ouro (como nas armas de Württemberg).
| Brasão de Maria, como Duquesa de York (1893-1901) | Brasão de Maria, como Princesa de Gales (1901-1910) | Brasão de Maria, como Rainha consorte (1910-1953) |

## Descendência

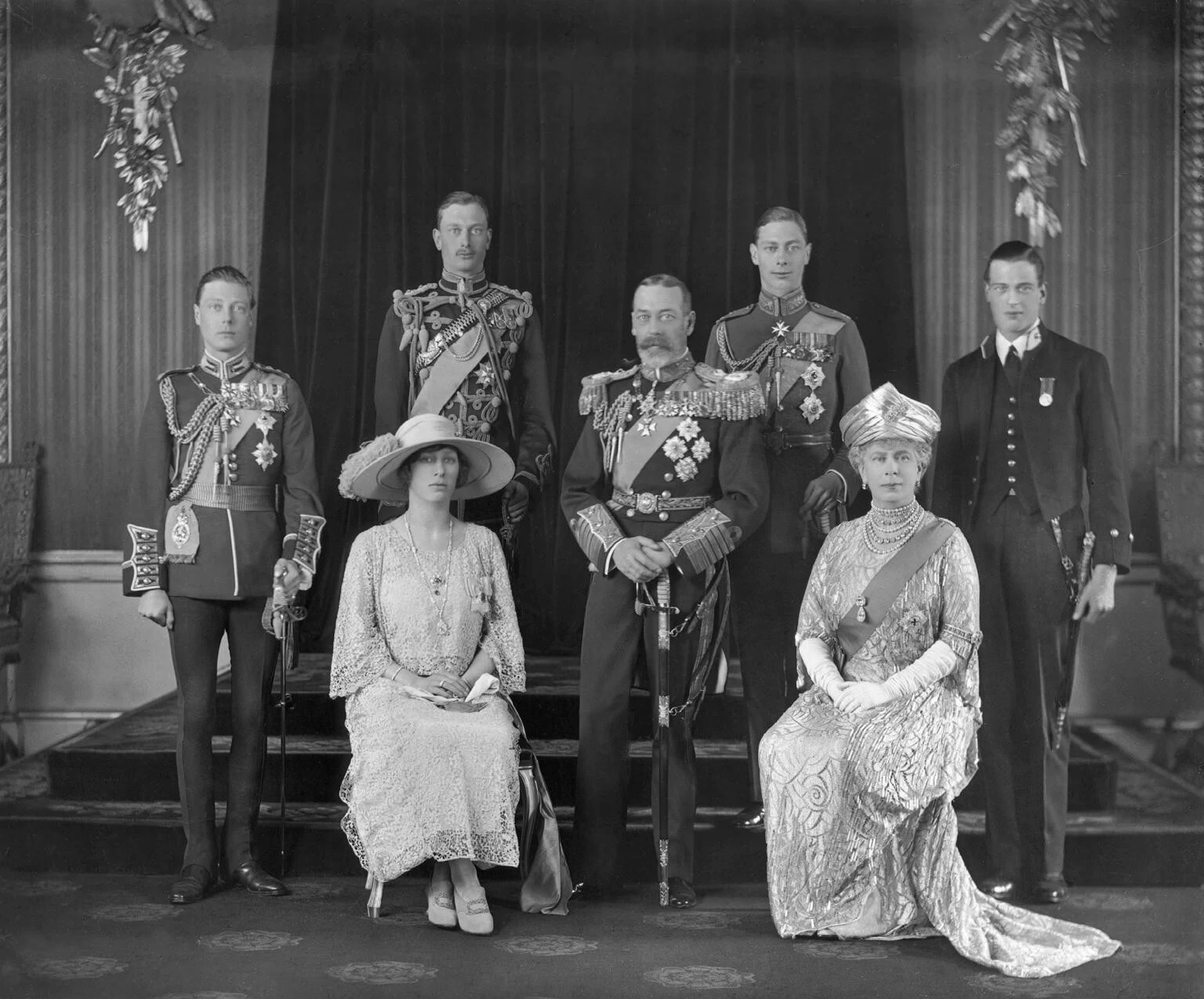
A família do rei Jorge V do Reino Unido em 1923 – Em sentido horário: Eduardo, Maria, Henrique,
Jorge V, Alberto, rainha Maria e Jorge.

| Imagem | Nome                          | Nascimento             | Morte                  | Casamento               | Casamento                              | Filhos                                                   |
| Imagem | Nome                          | Nascimento             | Morte                  | Data                    | Cônjuge                                | Filhos                                                   |
| ------ | ----------------------------- | ---------------------- | ---------------------- | ----------------------- | -------------------------------------- | -------------------------------------------------------- |
|        | Eduardo VIII do Reino Unido   | 23 de junho de 1894    | 28 de maio de 1972     | 3 de junho de 1937      | Wallis Simpson                         |                                                          |
|        | Jorge VI do Reino Unido       | 12 de dezembro de 1895 | 6 de fevereiro de 1952 | 26 de abril de 1923     | Isabel Bowes-Lyon                      | Isabel II do Reino Unido Margarida, Condessa de Snowdon  |
|        | Maria, Princesa Real          | 25 de abril de 1897    | 28 de março de 1965    | 28 de fevereiro de 1922 | Henry Lascelles, 6.º Conde de Harewood | George Lascelles, 7.º Conde de Harewood Gerald Lascelles |
|        | Henrique, Duque de Gloucester | 31 de março de 1900    | 10 de junho de 1974    | 6 de novembro de 1935   | Alice Montagu-Douglas-Scott            | Guilherme de Gloucester Ricardo, Duque de Gloucester     |
|        | Jorge, Duque de Kent          | 20 de dezembro de 1902 | 25 de agosto de 1942   | 29 de novembro de 1934  | Marina da Grécia e Dinamarca           | Eduardo, Duque de Kent Alexandra de Kent Miguel de Kent  |
|        | João                          | 12 de julho de 1905    | 18 de janeiro de 1919  |                         |                                        |                                                          |